# Милевский, Ежи
Е́жи Миле́вский (пол. Jerzy Milewski; 27 марта 1935 года, лесной поселок Лопуховко, около города Мурована-Гослина, Великопольское воеводство, Польша — 11 февраля 1997, Варшава, Польша) — польский физик, политик, государственный чиновник, руководитель Бюро национальной безопасности Польши с 8 февраля 1991 по 13 июня 1994 года и с 3 января 1996 по 11 февраля 1997 года, исполняющий обязанности министра национальной обороны Польши с 10 ноября 1994 по 7 марта 1995 года.

## Биография
В 1957-1981 годах работал в Институте проточных машин Польской академии наук в Гданьске. В 1967 году получил ученую степень доктора технических наук в Гданьском политехническом университете.
В период ПНР был членом Демократической партии (польск. — Stronnictwo Demokratyczne;SD). С 1980 года работал в профсоюзе Солидарность. В 1981 году исполнял обязанности секретаря Сети заводских организаций ведущих предприятий профсоюза Солидарность, занимающейся подготовкой закона о трудовом самоуправлении. Был делегатом I национального съезда и членом правления Гданьского регионального союза профсоюза Солидарность.Перед введением в Польше военного положения выехал с делегацией Солидарности в Нью-Йорк.С 1982 по 1991 год руководил Координационным бюро профсоюза Солидарность в Брюсселе.
После возвращения в Польшу вступил в должность руководителя Бюро национальной безопасности Польши, с ноября 1991 года был государственным министром в канцелярии Президента Польши Леха Валенсы.
С ноября 1993 года также занимал должность статс-секретаря в Министерстве национальной обороны Польши.
В июне 1994 года ушел в отставку с поста руководителя Бюро национальной безопасности Польши.
После отставки министра национальной обороны Польши Пётра Колодзейчика в ноябре 1994 года и до назначения министром Збигнева Оконьского исполнял обязанности министра национальной обороны Польши.
После президентских выборов в 1995 году и избрания Александра Квасьневского вернулся на работу в канцелярию президента на должность руководителя Бюро национальной безопасности Польши.Был председателем наблюдательного совета Польской фабрики ценных бумаг Государственного казначейства.
Похоронен на Воинском кладбище Повонзки.

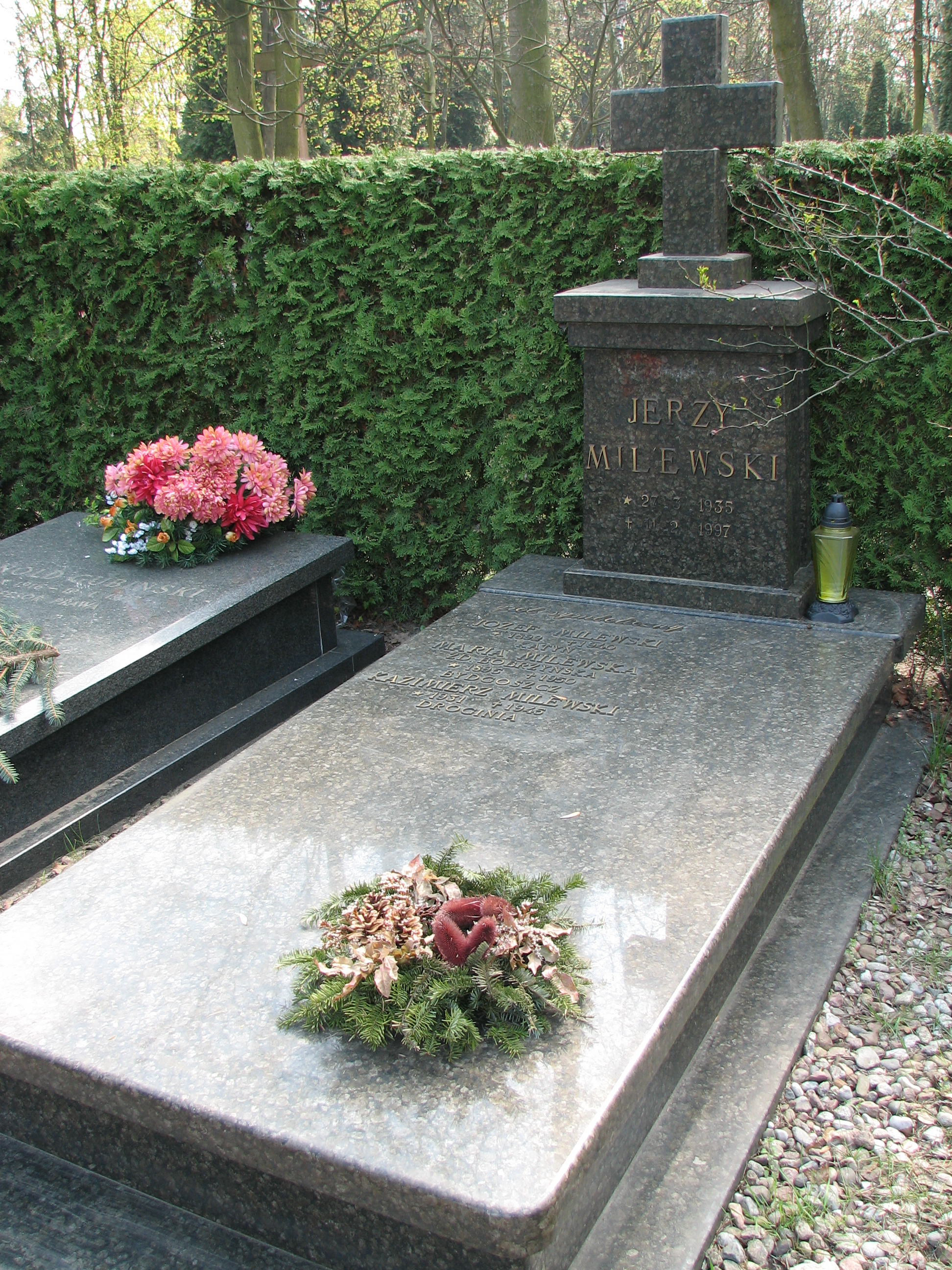
Могила Ежи Милевского

## Награды
За выдающиеся заслуги в государственной и общественной деятельности посмертно награждён Командорским крестом со звездой Ордена Возрождения Польши.